# Batalla de Niš
La batalla de Niš fue un encuentro a principios de noviembre de 1443 entre los cruzados dirigidos por Juan Hunyadi y los ejércitos del Imperio otomano. La batalla de Niš fue parte de la expedición de Hunyadi conocida como la campaña larga. 

## Antecedentes
En 1440, Juan Hunyadi se convirtió en el consejero de confianza y el soldado más respetado del rey de Hungría y Polonia, Vladislao III Jagellón. Hunyadi fue recompensado con la capitanía de la fortaleza de Belgrado y fue puesto a cargo de las operaciones militares contra los otomanos. El rey reconoció los méritos de Hunyadi al otorgarle propiedades en el este de Hungría. Hunyadi pronto demostró una extraordinaria capacidad para organizar sus defensas con los limitados recursos a su disposición. Obtuvo la victoria en Semendria sobre Ishak Bey en 1441. No lejos de Hermannstadt, en Transilvania, aniquiló una fuerza otomana y recuperó para Hungría la soberanía de Valaquia. En julio de 1442 en las Puertas de Hierro derrotó a una formación otomana masiva de 80 000 hombres liderados por Hadım Şehabeddin. Estas victorias convirtieron a Hunyadi en un importante enemigo de los otomanos y de renombre en toda la cristiandad, y fueron los principales motivadores para que emprendiera en 1443, junto con el rey Vladislao, la expedición que se conoció como la campaña larga con la batalla de Niš como una de las batallas de esta campaña. Hunyadi estuvo acompañado por el cardenal Giuliano Cesarini durante esta campaña. El ejército de los cruzados estaba formado por 25 000 soldados o más y 600 vagones de guerra. Hunyadi tomó a 12 000 caballeros para localizar y derrotar a Kasim Pasha. Vladislao y el déspota serbio Đurađ Branković se quedaron en el campamento con los vagones de guerra.

## La batalla
La batalla por Niš no fue una batalla, sino cinco batallas diferentes. El primer enfrentamiento fue una batalla contra una pequeña guarnición en Niš y la captura, pillaje e incendio de la ciudad por parte de los cruzados. Esto fue seguido por tres batallas diferentes contra tres ejércitos otomanos diferentes que avanzaban sobre Niš. Finalmente hubo una batalla contra los restos de los tres ejércitos otomanos.
La última batalla tuvo lugar entre Bolvani y Niš el 3 de noviembre de 1443. Las fuerzas otomanas fueron dirigidas por Kasim Pasha, beylerbey de Rumelia, Turahan Bey e Ishak Bey. Después de la derrota otomana, las fuerzas en retirada de Kasim Pasha y Turahan Beg quemaron todas las aldeas entre Niš y Sofía. Las fuentes otomanas explican la derrota otomana como debida a la falta de cooperación entre los diferentes ejércitos otomanos que fueron dirigidos por diferentes comandantes.

## Consecuencias
Según el cronista bizantino Laónico Calcocondilas, «cansados después de que Hunyadi obligara a los otomanos a retirarse en los Balcanes en 1443, los viejos señores se apresuraron por todos lados para recuperar las posesiones de sus padres». Uno de ellos fue Skanderbeg, quien desertó del ejército otomano junto con su sobrino Hamza Kastrioti y 300 albaneses leales y después de capturar a Krujë comenzó una lucha de veinticinco años contra el Imperio otomano.
El sultán Murad II firmó un tratado por diez años y abdicó a favor de su hijo Mehmed II. Cuando se rompió la paz al año siguiente, Murad regresó a los Balcanes y ganó la batalla de Varna en noviembre de 1444.